# C-reaktivt protein
C-reaktivt protein, CRP, är ett protein i familjen pentraxiner. CRP finns i vanliga fall löst i blodplasman och ökar i koncentration vid inflammation, som vid en bakteriell infektion. CRP är en del av försvaret mot bakterier, och har förmågan att binda till vissa bakterietypers kapsel och därefter aktivera makrofager som oskadliggör inkräktaren. CRP kan även aktivera komplementsystemet (via den klassiska vägen). CRP bildas i levern och räknas som ett akutfasprotein. Inom sjukvården mäts halten av CRP i serum eller plasma, när en infektion misstänks, med ett CRP-prov, (även kallat snabbsänka), vilket ger mer aktuell information om pågående inflammation, än den klassiska sänkan. CRP ska inte förväxlas med C-peptid eller protein C.

## Historia och etymologi
CRP upptäcktes av Tillett och Francis år 1930 som en substans i serum, hos patienter med akut inflammation, som reagerade med en sockerart benämnd C i bakteriearten Streptococcus pneumoniae (pneumokocker)..

## Genetik och biokemi
Genen för CRP är lokaliserad på kromosom 1 (1q21-q23). Proteinet består av 224 aminosyror. CRP är en cyklisk pentamer (består av 5 polypeptidkedjor) och varje monomer har en molekylmassa på 25 106 Dalton.

## Funktion

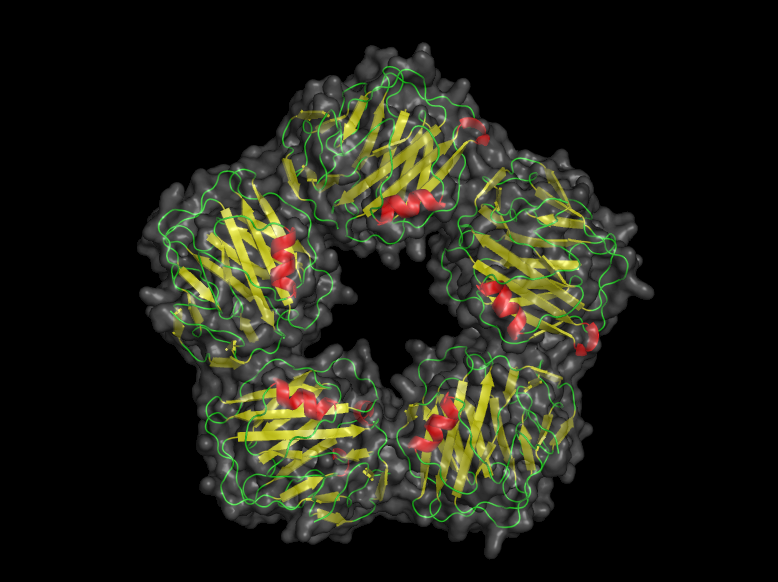
CRP bildar en pentamer.

CRP är medlem av en klass akutfasproteiner vars nivåer ökar dramatiskt under en inflammatorisk process i kroppen. Forskning har visat att CRP interagerar med komplementsystemet och bidrar till att komplement identifierar patogener och skadade celler. Man tror även att CRP påverkar det adaptiva immunförsvaret och spelar en viktig roll i det tidiga försvaret mot en infektion.

## Klinisk användning
CRP används som en biomarkör för att påvisa inflammation. Koncentrationen CRP korrelerar väl med sjukdomsstadium och effekten av behandling. Mätningen genomförs med hjälp av blodprov som analyseras i ett medicinskt laboratorium.
Vanligtvis används CRP för att tidigt diagnosticera inflammatorisk aktivitet samt för att följa förloppet vid vissa infektioner. Virusinfektioner tenderar att ge lägre CRP-nivåer än bakteriella infektioner. Orsaken till detta kan vara förhöjda nivåer av interferon-alfa (IFN-α), vilka hämmar leverns produktion av CRP.. Det finns dock ett stort överlapp i koncentration av CRP vid bakteriella och virala infektioner och CRP kan därför inte användas för att skilja på bakteriella och virusorsakade febertillstånd i praktiken .  